# Lapoblación
Lapoblación ist ein nordspanisches Dorf und eine Gemeinde (municipio) mit 126 Einwohnern (Stand: 2024) im Westen der Autonomen Gemeinschaft Navarra. Die Gemeinde besteht neben dem namensgebenden Ort Lapoblación aus der Ortschaft Meano, in der sich der Verwaltungssitz befindet.

## Lage und Klima
Lapoblación liegt gut 75 km (Fahrtstrecke) westsüdwestlich von Pamplona bzw. ca. 15 km nordnordwestlich von Logroño in einer Höhe von ca. 960 m. Das Klima ist gemäßigt bis warm; Regen (633 mm/Jahr) fällt überwiegend im Winterhalbjahr.

## Bevölkerungsentwicklung
| Jahr      | 1970 | 1981 | 1991 | 2001 | 2011 | 2021 |
| Einwohner | 263  | 207  | 171  | 201  | 155  | 126  |

## Sehenswürdigkeiten
- Burgruine von Lapoblación
- Kirche Mariä Himmelfahrt in Lapoblación

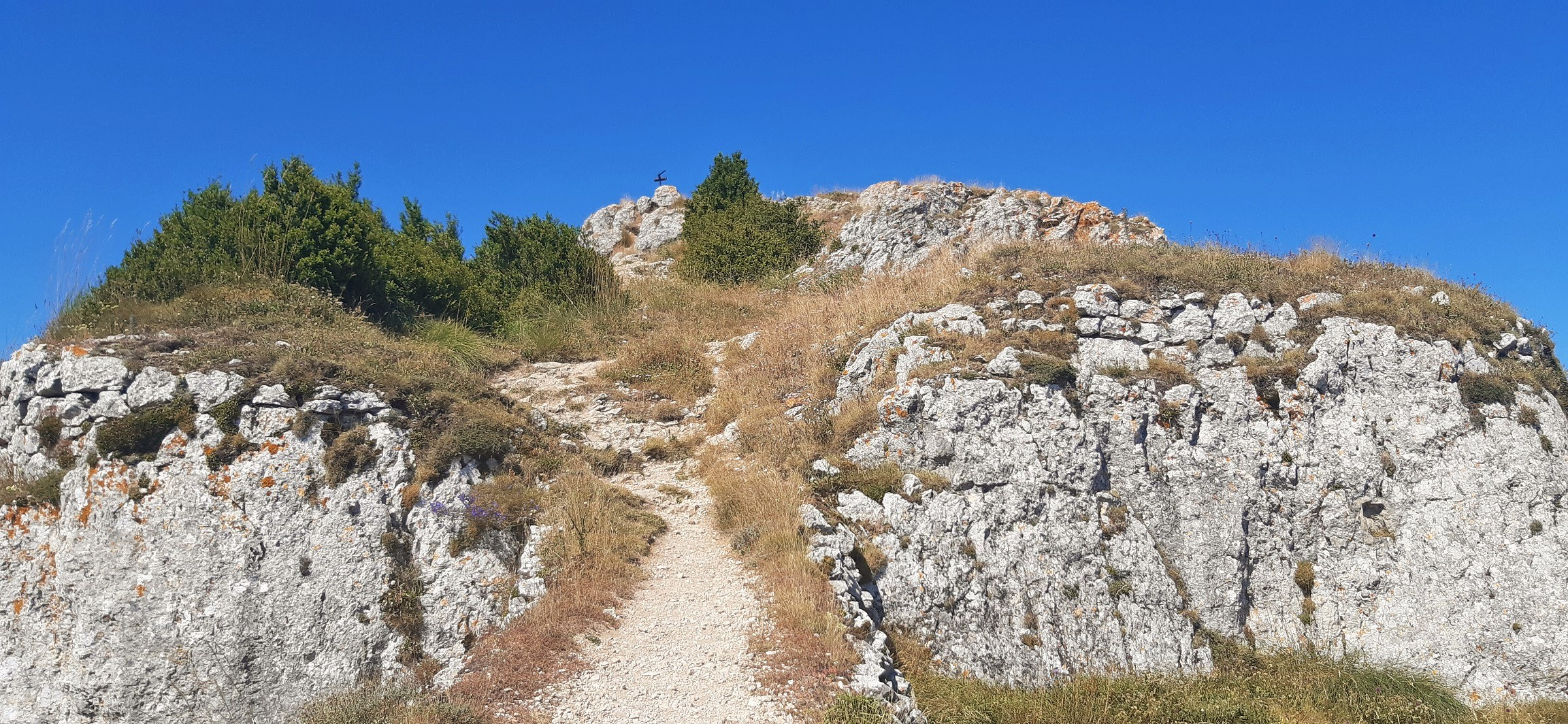
Burgruine
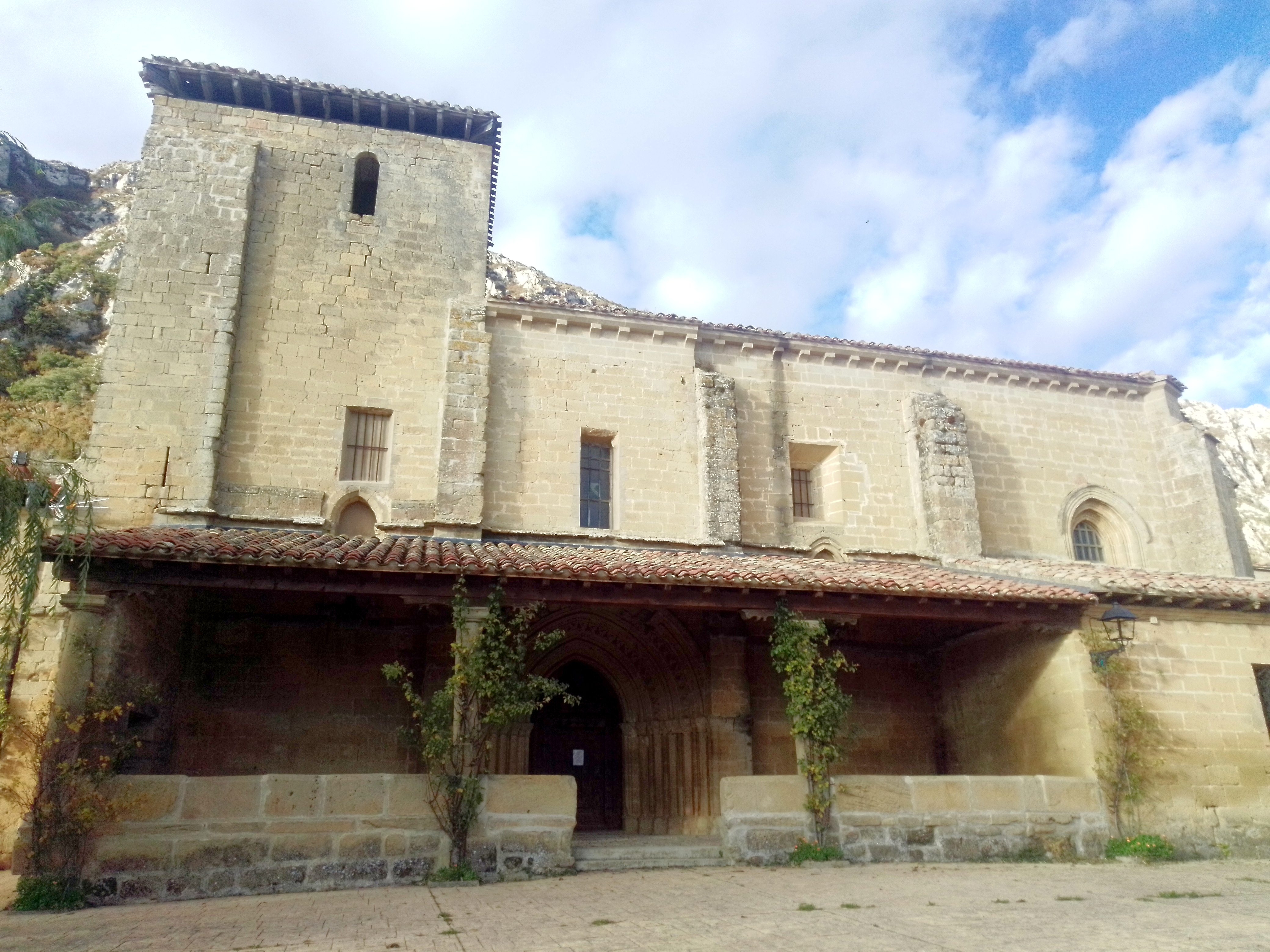
Kirche Mariä Himmelfahrt